# قطبية (علاقات دولية)

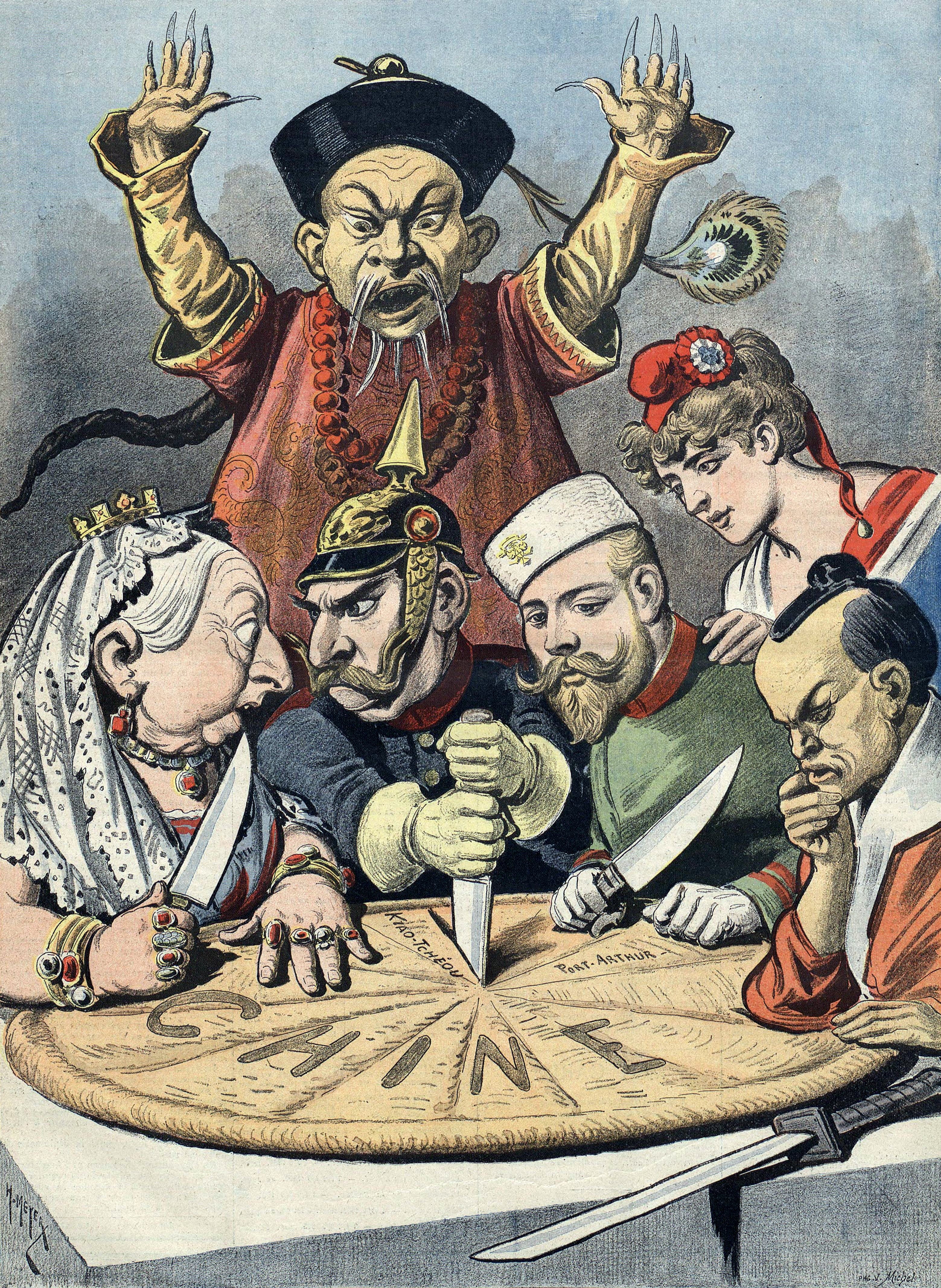

في العلاقات الدولية، القطبية تُمثّل أيًا من الطرق المختلفة التي تُوزّع فيها السلطة داخل النظام الدولي. حيث تصف طبيعة النظام الدولي في أي فترة زمنيّة معيّنة. يتميّز أحدها عمومًا بثلاثة أنواع من الأنظمة: أحادية القطبية، ثنائيّة القطبية، ومتعددة الأقطاب لأربعة مراكز أو أكثر من مراكز القوة. يعتمد نوع النظام اعتمادًا كاملًا على مبدأ توزيع كلٍ من القوة ونفوذ الدول في منطقة ما أو على مستوى العالم ككل.
يسود اعتقاد بين المُنظّرين في العلاقات الدولية بأن النظام الدولي في مرحلة ما بعد الحرب الباردة كان أحادي القطب: حيث أن ما أنفقته الولايات المتحدة على دفاعاتها يقترب من نصف النفقات العسكرية العالمية، متفوّقة في قوّتها البحرية (بحريّة المياه الزرقاء) على كل القوى الأخرى مجتمعة؛ في فرصة لها لتوجيه ضربة نووية قوية لأول مرة فوق خصمها السابق، روسيا؛ والتي تُمثل ميزانية البحث والتطوير في مجال الدفاع نحو 80 بالمئة من إجمالي النفقات الدفاعية لأكثر منافسيها في المستقبل وضوحًا، الصين؛ ذات القدرات العالمية منقطعة النظير في فرض القوة.

## الأحادية القطبية
تمثل الأحادية القطبية في السياسة الدولية توزيع القوة بحيث تُمارس دولة واحدة أغلب النفوذ الثقافي، الاقتصادي، والعسكري.
يجادل «نيونو بّي. مونتيرو» الأستاذ المساعد في العلوم السياسية في جامعة «ييل» أن هناك سمات ثلاث متوطّنة في أنظمة القطبية الأحادية:
- الأحادية القطبية هي نظام بين الدول وليست إمبراطورية، يستشهد مونتيرو بما يزعم «روبرت جيرفيس» من جامعة كولومبيا ليؤيّد ادعاءه حين قال: «تنطوي الأحادية القطبية على وجود العديد من الدول المتساوية قانونيًا»،[3] يوضَح مونتيرو هذه النقطة أكثر من خلال «دانيال نيكسون» و«توماس رايت» في قولهما: «تحل ممارسات فرّق تسُد في الامبراطوريات مكان ديناميكات توازن القوى بين الدول».[4]
- الأحادية القطبية فوضوية، وتنتج الفوضى من رجوح القوى غير المكتملة للقطب الواحد. يقول «كينيث والتز» من جامعة كولومبيا، والذي يستشهد به مونتيرو أيضًا: «لا يمكن لأي قوة عظمى من فرض السيطرة الإيجابية في كل مكان من العالم».[5] ولهذا، فإن البلدان الأضعف نسبيًا يكون لديهم الحرية لتتبع نهج سياستها المفضلة والمستقلة عن القطب الواحد. يُعد مبدأ فرض القوة هي السمة المميزة بين الأحادية القطبية والأنظمة المهيمنة.
- تمتلك الأحادية القطبية قوة عظمى واحدة فقط، دون وجود منافس، وإذا ما ظهر هذا المنافس، فلا يُعدّ النظام الدولي أحاديًا بعدها. أكّد كينيث والتز في ستينيات القرن الماضي بأن الولايات المتحدة هي القطب الوحيد الذي يمتلك مصالح عالمية.[5]

بعيدًا عن التفوّق في مؤشرات القوة السكانية، الموارد الطبيعية، القدرة الاقتصادية، والقوة العسكرية، فإن الأحادية القطبية ترتبط ببعض سلوكيات السياسة الخارجية، كالمشاركة الفعالة في المؤسسات الإقليمية، وبناء تحالفات مخصصة لمن هم على استعداد للتعامل مع التحديات الأمنية والاقتصادية الكبرى، مثل المناضلة لكسب الشرعية دون اللجوء لكثير من الإكراه، واحترام سيادة الدول من الدرجة الثانية، على اعتبار أنهم شركاء مصيريون أو أساسيون.
يؤمن «ولفورث» بأن الأحادية القطبية سلميّة، لأنها تُفضّل غياب الحرب بين القوى العظمى بالإضافة لمستويات التنافس المنخفضة على المكانة والأمن لسببين: تزيل ميزة القوة في الدولة الرائدة مشكلة التنافس على الهيمنة في السياسة العالمية، كما تقلل من أهمية توازن القوى السياسية بين الدول الكبرى. لذلك يُعد القطب الواحد هو الأفضل، ويجب أن تكون المنافسة الأمنية بين القوى العظمى ضئيلة وأقل ما يمكن. لا تولّد الأحادية القطبية سوى القليل من الدوافع الأمنية، والمنافسة على المكانة بين القوى العظمى. ترتكز هذه الفكرة على نظرية استقرار الهيمنة ورفض لنظرية توازن القوى. حيث تنص نظرية استقرار الهيمنة على أن: «الدول القوية هي التي تعمل على تعزيز الأوامر الدولية المستقرة حتى تؤدي إلى النمو التفاضلي في السلطة إلى حالة غير مُرضية مع القدرة على منافسة الدولة المهيمنة على القيادة. وفي الطرف المقابل، تنص نظرية توازن القوى على أنه يتم الحفاظ على السلام طالما يظل النظام الدولي محافظًا على حالة التوازن بدون قوة القطب الواحد».
يُجادل «نيونو بّي. مونتيرو» بأن مُنظّري العلاقات الدولية ناقشوا مدى تحمّل الأحادية القطبية (متى ستنتهي)، ولكن بشكل أقل الهدوء النسبي الذي تجلبه الأحادية القطبية بين الأمم في ظل النظام الدولي. بدلًا من مقارنة الهدوء النسبي للأحادية القطبية، الثنائية القطبية، وتعدد الأقطاب، فإنه يُعرّف المسارات السببية للحرب المتوطّنة في النظام الأحادي. لا يُشكك في استحالة نشوب حرب بين القوى العظمى في عالم الأحادية القطبية، وهو من المبادئ الأساسية لِ «ويليام سي. ويلفورث» في كتابه (العالم خارج التوازن): العلاقات الدولية وتحدي السيادة الأمريكية. بدلًا من ذلك، يؤمن بأن أنظمة القطب الواحد، تُوفّر دوافعًا لنوعين آخرين من الحرب: الأولى التي تقدّم القوة العظمى الوحيدة في وجه دولة أضعف نسبيًا والأخرى التي تشمل دولًا أضعف بشكل حصري. تتأثر فرضية مونتيرو بالعقدين الأولين من بيئة ما بعد الحرب الباردة، والتي تُعرف بأنها أحادية القطب وتعج بالحروب، إذ تخوض الولايات المتحدة حربًا منذ ثلاثة عشر عامًا منذ بداية الحرب الباردة. بعبارة أخرى، يُشكّل العقدان الأولان من القطبية أقل من 10 بالمئة من تاريخ الولايات المتحدة والتي تُمثّل ما نسبته أكثر من 25 بالمئة من إجمالي وقت الحرب في البلاد.
يُعد الفيلسوف الألماني يوهان غوتليب فيتشه، من أوائل المتنبئين في القطبية الأحادية، رغم أنه لم يستخدمها بالمصطلح ذاته وإنما استخدم بدلًا منها (الملكية العالمية). ومن عجيب المفارقات هنا، بأن والد القوميّة الألمانية والمقتنع بمبدأ توازن القوى، يبدو الآن وكأنه يعمل ككاسر للمسار. كتب فيتشه في عام 1806 (سمات العصر الحالي)، حيث كان عام المعارك في «يينا»، عندما تغلّب نابليون على المقاطعة الألمانية بروسيا، حيث كشف له تحدي نابليون عن الطبيعة المحفوفة بالمخاطر لميزان القوى، والاتجاه التاريخي الأكثر عمقًا وهيمنةً.
يعد التوجّه لتوسيع نطاق الدول المزروعة بشكل عام، هو الحال السائد في التاريخ القديم، عندما تصبح الدول أقوى في نفسها وتنحى عن القوة الخارجية (البابوية)، فإن التوجّه نحو الملكية العالمية يظهر بالضرورة عبر العالم المسيحي ككل. ظهر هذا التوجه تباعًا في العديد من الدول التي تقدّم ادعاءات للسيادة، ليُصبح هذا المبدأ الأوحد في تاريخنا منذ سقوط البابوية.